# إثارة كولوم
إثارة كولوم(بالإنجليزي: Coulomb excitation) هي تبعثر الجسيمات ذات شحنة موجبة نتيجة تصادم غير مرن بين نواة ونواة مثارة.

## روابط إضافية
- AccessScience